# V355 Cephei
Désignations
V355 Cephei est une supergéante rouge de la constellation de Céphée. Elle fait peut-être partie de l'association stellaire OB1 de Céphée et sa distance par rapport au Soleil est estimée à environ 2,75 kpc (∼8 970 al). Elle se rapproche de la Terre avec une vitesse radiale héliocentrique de −65 km/s.

## Propriétés
V355 Cephei est une supergéante rouge de type spectral M2Iab. Il s'agit d'une étoile très grande dont le rayon fait environ 770 rayons solaires et dont la température de surface est de 3 650 K. Elle est estimée, selon la méthode, être de 37 000 à 94 000 fois plus lumineuse que le Soleil. Cette étoile très lumineuse possède une magnitude absolue bolométrique (c'est-à-dire en prenant en compte l'ensemble de son spectre) de -7,69. Elle perd de la masse à un rythme de 1,0 × 10−6 M☉ an−1.
V355 Cephei est par ailleurs une variable irrégulière à longue période dont la magnitude apparente varie de 10,68 à 11,1.